# Samba Diakité
Samba Diakité (ur. 24 stycznia 1989 w Montfermeil) – malijski piłkarz grający na pozycji defensywnego pomocnika. Posiada także obywatelstwo francuskie.

## Kariera klubowa
Karierę piłkarską Diakité rozpoczynał w amatorskich klubach Le Bourget i Torcy. W 2007 roku został zawodnikiem Valenciennes FC. W sezonie 2007/2008 grał w jego rezerwach w czwartej lidze. Z kolei w sezonie 2008/2009 był zawodnikiem klubu Olympique Noisy-le-Sec.
Latem 2009 roku Diakité podpisał kontrakt z AS Nancy. W sezonie 2009/2010 początkowo grał w rezerwach tego klubu, a 17 kwietnia 2010 roku zadebiutował w Ligue 1 w zremisowanym 0:0 wyjazdowym meczu ze Stade Rennes.
| Sezon   | Klub                   | Kraj             | Rozgrywki                       | Mecze | Bramki | Rozgrywki Europy | Mecze | Bramki |
| ------- | ---------------------- | ---------------- | ------------------------------- | ----- | ------ | ---------------- | ----- | ------ |
| 2006/07 | Valenciennes FC B      | Francja          | CFA                             | 7     | 0      | –                | –     | –      |
| 2007/08 | Olympique Noisy-le-Sec | Francja          | CFA                             | 28    | 0      | –                | –     | –      |
| 2008/09 | AS Nancy B             | Francja          | CFA                             | 19    | 0      | –                | –     | –      |
| 2009/10 | AS Nancy               | Francja          | Ligue 1                         | 3     | 0      | –                | –     | –      |
| 2010/11 | AS Nancy               | Francja          | Ligue 1                         | 23    | 0      | –                | –     | –      |
| 2011/12 | AS Nancy               | Francja          | Ligue 1                         | 15    | 0      | –                | –     | –      |
| 2011/12 | QPR (wyp.)             | Anglia           | Premier League                  | 9     | 1      | –                | –     | –      |
| 2012/13 | QPR                    | Anglia           | Premier League                  | 14    | 0      | –                | –     | –      |
| 2013/14 | QPR                    | Anglia           | Premier League                  | 0     | 0      | –                | –     | –      |
| 2013/14 | Watford                | Anglia           | Football League Championship    | 6     | 0      | –                | –     | –      |
| 2014/15 | QPR                    | Anglia           | Premier League                  | 0     | 0      | –                | –     | –      |
| 2014/15 | Ittihad (wyp.)         | Arabia Saudyjska | I liga saudyjska w piłce nożnej | 7     | 1      | –                | –     | –      |
| 2015/16 | QPR                    | Anglia           | Football League Championship    | 0     | 0      | –                | –     | –      |
| 2017/18 | Red Star FC            | Francja          | Championnat National            | 15    | 0      | –                | –     | –      |

Stan na: koniec sezonu 2017/2018

## Kariera reprezentacyjna
W reprezentacji Mali Diakité zadebiutował 24 stycznia 2012 roku w wygranym 1:0 meczu Pucharu Narodów Afryki 2012 z Gwineą.